# RFC Xerxes in het seizoen 1959/60
Het seizoen 1959/1960 was het zesde jaar in het bestaan van de Rotterdamse betaaldvoetbalclub Xerxes. De club kwam uit in de Tweede divisie A en eindigde daarin op de 12e plaats. Door de sanering in het betaald voetbal heeft de KNVB de onderste drie teams van beide divisies, aangevuld met de voorlaatsten van het seizoen ervoor, in een degradatiepoule geplaatst. Hierin werd de club slechts vijfde en degradeerde naar het amateurvoetbal.

## Wedstrijdstatistieken

### Tweede divisie A
|       | Baronie | EBOH  | EDO   | Haarlem | LONGA | N.E.C. | ONA   | Roda Sport | UVS   | De Valk | Wilhelmina |
| ----- | ------- | ----- | ----- | ------- | ----- | ------ | ----- | ---------- | ----- | ------- | ---------- |
| Thuis | 4 – 2   | 0 – 3 | 0 – 1 | 0 – 1   | 0 – 1 | 1 – 3  | 3 – 1 | 1 – 2      | 3 – 1 | 1 – 2   | 1 – 0      |
| Uit   | 1 – 1   | 3 – 2 | 2 – 0 | 1 – 0   | 1 – 1 | 4 – 2  | 2 – 2 | 3 – 1      | 1 – 1 | 1 – 2   | 3 – 0      |

### Degradatiecompetitie
| 1e speelronde                                                                                    | ONA                                                                 | 1 – 0 (1 – 0) | Xerxes                                                 |
| 10 april 1960 Plaats: Gouda Walvisstraat Toeschouwers: 4.000 Scheidsrechter: Huib van den Berg   | A. van Adrichem 4'                                                  |               |                                                        |
| 2e speelronde                                                                                    | Xerxes                                                              | 2 – 1         | Baronie                                                |
| 16 april 1960 Plaats: Rotterdam Xerxesweg Toeschouwers: 1.800 Scheidsrechter: Jan Bronkhorst     | Frans Wuijts 20' Jan Middeldorp                                     |               | Henny Soffers                                          |
| 3e speelronde                                                                                    | UVS                                                                 | 0 – 0         | Xerxes                                                 |
| 18 april 1960 Plaats: Leiden Wassenaarseweg Toeschouwers: 4.500 Scheidsrechter: Ad Boogaerts     |                                                                     |               |                                                        |
| 4e speelronde                                                                                    | Xerxes                                                              | 0 – 1 (0 – 1) | Zwartemeer                                             |
| 24 april 1960 Plaats: Rotterdam Xerxesweg Toeschouwers: 2.000 Scheidsrechter: Gerard Florin      |                                                                     |               | 30' Katrinus van der Werf                              |
| 5e speelronde                                                                                    | Rheden                                                              | 2 – 0 (0 – 0) | Xerxes                                                 |
| 1 mei 1960 Plaats: Rheden Thomassen-terrein Toeschouwers: 2.000 Scheidsrechter: Jan Groenewoud   | Henk Bosveld 75' Ap Bosveld 85'                                     |               |                                                        |
| 6e speelronde                                                                                    | Zwolsche Boys                                                       | 4 – 3 (1 – 3) | Xerxes                                                 |
| 5 mei 1960 Plaats: Zwolle Gemeentelijk Sportpark                                                 | Tjeerd Henstra 14' Wim Bisschop 47', 87' Hennie van Nee 80'         |               | 11' Frans Wuijts 17' Martin Snoeck 37' Hans Rijshouwer |
| 7e speelronde                                                                                    | Xerxes                                                              | 4 – 1         | Velocitas                                              |
| 8 mei 1960 Plaats: Rotterdam Xerxesweg Toeschouwers: 1.100 Scheidsrechter: Jan Godding           | Wim Pijpe 30' Kees Hendriks 35' Peet Geel –', 88'                   |               | Jan Koolman                                            |
| 8e speelronde                                                                                    | Xerxes                                                              | 3 – 1 (1 – 0) | ONA                                                    |
| 15 mei 1960 Plaats: Rotterdam Xerxesweg Toeschouwers: 3.500 Scheidsrechter: Martin Schings       | Martin Snoeck 10', 85' Peet Geel 65' (pen.)                         |               | 90' Adrie van den Berg                                 |
| 9e speelronde                                                                                    | Baronie                                                             | 0 – 1 (0 – 1) | Xerxes                                                 |
| 22 mei 1960 Plaats: Breda Fatimastraat Toeschouwers: 3.000 Scheidsrechter: Cees Arkenbout        |                                                                     |               | 12' Peet Geel                                          |
| 10e speelronde                                                                                   | Xerxes                                                              | 1 – 0 (1 – 0) | UVS                                                    |
| 26 mei 1960 Plaats: Rotterdam Xerxesweg Toeschouwers: 4.000 Scheidsrechter: André La Croix       | Wim Pijpe 31'                                                       |               |                                                        |
| 11e speelronde                                                                                   | Zwartemeer                                                          | 1 – 1 (0 – 1) | Xerxes                                                 |
| 29 mei 1960 Plaats: Klazienaveen Mr. Ovingstraat Toeschouwers: 4.000 Scheidsrechter: Wim Beltman | Job Drent 65'                                                       |               | 44' Martin Snoeck                                      |
| 12e speelronde                                                                                   | Xerxes                                                              | 1 – 1 (1 – 0) | Rheden                                                 |
| 4 juni 1960 Plaats: Rotterdam Xerxesweg Toeschouwers: 4.500                                      | Peet Geel 40'                                                       |               | 68' Henk van de Kracht                                 |
| 13e speelronde                                                                                   | Xerxes                                                              | 1 – 2 (1 – 2) | Zwolsche Boys                                          |
| 6 juni 1960 Plaats: Rotterdam Xerxesweg Toeschouwers: 6.000 Scheidsrechter: Gerard Florin        | Peet Geel 15' (pen.)                                                |               | 10' Rein van Veen 36' Tinus van Kampen                 |
| 14e speelronde                                                                                   | Velocitas                                                           | 4 – 1 (1 – 0) | Xerxes                                                 |
| 12 juni 1960 Plaats: Groningen Stadspark Toeschouwers: 1.500 Scheidsrechter: Jan Bronkhorst      | Jaap van Oosten 25' Evert Drommel 51' Jurrie Smeltekop 65' Smit 69' |               | Wim Wolffers                                           |

### Play-offs om plaats 4
| Wedstrijd 1                                                                                      | Xerxes                                                      | 4 – 0 (2 – 0) | Velocitas |
| 19 juni 1960 Plaats: Apeldoorn Berg & Bos Toeschouwers: 2.500 Scheidsrechter: Wim Beltman        | Wim Wolffers 23', 40' Kees Hendriks 83' Hans Rijshouwer 88' |               |           |
| Wedstrijd 2                                                                                      | Baronie                                                     | 1 – 0 (1 – 0) | Xerxes    |
| 3 juli 1960 Plaats: Dordrecht Krommedijk Toeschouwers: 6.000 Scheidsrechter: Andries van Leeuwen | Ad van Ierssel 45'                                          |               |           |

## Statistieken Xerxes 1959/1960

### Eindstand Xerxes in de Nederlandse Tweede divisie A 1959 / 1960
| Stand | Gespeeld | Gewonnen | Gelijk | Verloren | Punten | Doelpunten voor | Doelpunten tegen |
| ----- | -------- | -------- | ------ | -------- | ------ | --------------- | ---------------- |
| 12e   | 22       | 5        | 4      | 13       | 14     | 26              | 39               |

### Topscorers
| #              | Naam                | Goal |
| -------------- | ------------------- | ---- |
| 1.             | Peet Geel           | 9    |
| 2.             | Martin Snoeck       | 4    |
| 3.             | Arie Molenbeek      | 3    |
| 4.             | Kees Hendriks       | 2    |
| 5.             | Hendriks            | 1    |
| 5.             | Jan Hendriks        | 1    |
| 5.             | Hans Hendriks       | 1    |
| 5.             | Ron Klomp           | 1    |
| 5.             | Wim Pijpe           | 1    |
| 5.             | John de Rot         | 1    |
| 5.             | Harry Smits         | 1    |
| Eigen doelpunt |                     |      |
| 1.             | Jan Kortlever (ONA) | 1    |
| Totaal         | Totaal              | 26   |

| #      | Naam            | Goal |
| ------ | --------------- | ---- |
| 1.     | Peet Geel       | 6    |
| 2.     | Martin Snoeck   | 4    |
| 3.     | Wim Pijpe       | 2    |
| 3.     | Frans Wuijts    | 2    |
| 5.     | Kees Hendriks   | 1    |
| 5.     | Jan Middeldorp  | 1    |
| 5.     | Hans Rijshouwer | 1    |
| 5.     | Wim Wolffers    | 1    |
| Totaal | Totaal          | 18   |

| #      | Naam            | Goal |
| ------ | --------------- | ---- |
| 1.     | Wim Wolffers    | 2    |
| 2.     | Kees Hendriks   | 1    |
| 2.     | Hans Rijshouwer | 1    |
| Totaal | Totaal          | 4    |